# Bomi (Supermarkt)
Die Bomi SA war ein polnisches Einzelhandelsunternehmen. Das auf Delikatessen, Feinkost und Lebensmittel spezialisierte Unternehmen betrieb landesweit Supermärkte unter dem Namen Bomi (Eigenschreibweise: BOMI). Sitz der Kette war in Gdynia. Das Unternehmen wurde im Zuge der rechtskräftigen Insolvenz bis 2017 liquidiert.

## Geschichte

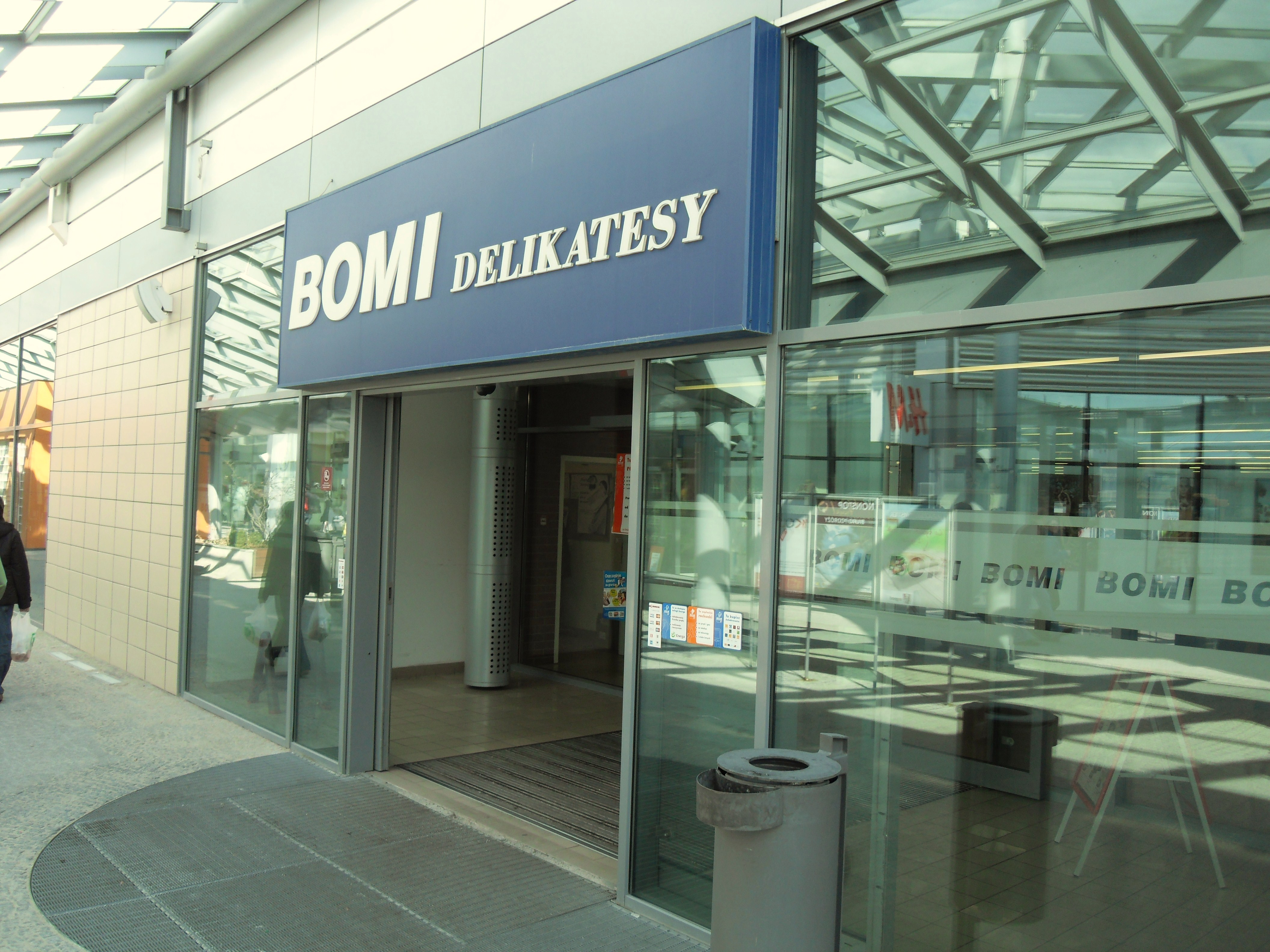
Eine ehemalige Bomi-Filiale in Danzig, im April 2012

### Unternehmensentwicklung (1990–2011)
Die Gründung des Unternehmens erfolgte 1990, eine Neuausrichtung aus Lebensmittel 1995, im selben Jahr wurde in Gdynia der erste Markt mit einer Fläche von 3.000 m² eröffnet. Es war stadtweit der erste großflächige Supermarkt. Expandierte man in den ersten Jahren in der Dreistadt, konnte 1999 der erste Markt in der Hauptstadt Warschau. In den Folgejahren wuchs die Filialanzahl. So zählte das Filialnetz 2001 schon sieben Standorte, diese Zahl konnte bis 2004 verdoppelt werden. Im Sommer 2007 betrieb man 21 Märkte in Bydgoszcz, Danzig, Gdynia, Katowice, Legnica, Legionowo, Malbork, Słupsk und Warschau. Ab dem 20. August 2007 wurde Aktien des Unternehmens an der Warschauer Börse gehandelt. Ende 2010 wurde ein Verlust für das damalige Geschäftsjahr von fast 103 Millionen Złoty erwartet. In diesem Zusammenhang legte sich Bomi für 2011 ein Sanierungsplan auf, der u. a. die Schließung von unrentablen Filialen vorsah. So wurde die um Juli 2009 eröffnete und einzige in Koszalin befindliche Filiale geschlossen. Die ursprünglich geplante Schließung von 17 unrentablen Standorten konnte durch Umstrukturierungen auf elf reduziert werden. Kunden der Kette konnte ab November 2011 ihre Einkäufe auch kontaktlos bezahlen.

### Insolvenz (2012–2017)
Der Vorstand der Kette stellte am 10. Juli 2012 beim Bezirksgericht Danzig-Północ einen Insolvenzantrag mit Möglichkeit auf einen Vergleich. Gegenüber Bomi bestanden zum damaligen Zeitpunkt offenen Forderungen von 220 Millionen Złoty. Hintergrund des Insolvenzantrags waren zuvor verwehrte Kredite der Banken, bei denen Konten des Unternehmens bestanden. Am 17. Juli 2012 beschloss das Gericht einen vom Gericht Bevollmächtigten für das Vermögen des Unternehmens zu stellen. Kurzfristig war die angemeldete Insolvenz auch in den Filialen zu sehen. So nahm die Kundenfrequenz deutlich ab, die Mitarbeiteranzahl in den Märkten reduzierte sich, Filialen schlossen oder wiesen kaum noch Waren in den Regalen auf. Am 1. August 2012 stimmte das Bezirksgericht dem Insolvenzplan der Kette zu. Dieser sah u. a. die Überführung der meisten damals rund 40 Filialen in eine Franchise-Modell vor. Der Vorstand erklärte Anfang 2012 mit zwei oder drei potenziellen Franchiseunternehmen Gespräche zu führen. Im September 2012 wurde in Danzig der erste Franchise-geführte Markt der Kette eröffnet. Zudem wurde zeitgleich ein neuer Slogan eingeführt. Das 21 Standorte umfassende Filialnetz erstreckte sich damals über die Städte Olsztyn (13 Standorte), Warschau (zwei Standorte) und Legionowo und die Dreistadt. Die anderen Märkte wurden bereits geschlossen und z. T. von Wettbewerbern übernommen. Dem für 2012 gemeldete Umsatz von 340,629 Millionen Złoty stand ein Nettoverlust von 894,888 Millionen Złoty gegenüber. Anfang März 2013 entschied das für das Insolvenzverfahren zuständige Gericht die Liquidation von Bomi einzuleiten. Das Ende des Handelns mit Aktien der Kette wurde im April 2013 innerhalb des folgenden halben Jahres vermeldet. Für das erste Halbjahr 2013 konnte man einen Nettogewinn von 10,9 Millionen Złoty vermelden. Die restlichen Bomi-Filialen schlossen bis spätestens Ende desselben Jahres. Das Insolvenzverfahren wurde mit Beschluss vom 2. März 2017 für abgeschlossen erklärt.